# David Beckham
Sir David Robert Joseph Beckham OBE, född 2 maj 1975 i Leytonstone, London, England, är en engelsk före detta fotbollsspelare som avslutade sin karriär i den franska klubben Paris Saint-Germain i Ligue 1. Beckham var en av världens rikaste fotbollsspelare med en förmögenhet på 175 miljoner pund.
Beckham spelade 115 matcher för England och han spelade sin hundrade landskamp mot Frankrike den 26 mars 2008. Han är en av bara fem manliga spelare någonsin som har nått 100 spelade A-landskamper för England.
Beckham har kommit på andra plats i omröstningen för FIFA World Player of the Year två gånger och var år 2004, 2005 och 2008 världens högst betalda fotbollsspelare. Han var det mest googlade namnet inom sport både år 2003 och 2004. Ett sådant globalt erkännande gjorde honom till ett varumärke och en modeikon, och han är idag nästan lika känd som modeikon och stilbildare som fotbollsspelare.
Beckham är sedan år 1999 gift med modedesignern och sångerskan Victoria Beckham som han har fyra barn tillsammans med.

## Uppväxt
David Beckham föddes i Leytonstone som son till köksinstallatören Ted Beckham och frisören Sandra Beckham, född West. Makarna fick tre barn och han har en äldre syster Lynne och en yngre syster Joanne. Beckham är av judiskt påbrå då morfadern var jude. Föräldrarna var mycket passionerade Manchester United-supportrar och David sattes från tidig ålder i hård träning av fadern.

## Klubbkarriär

### Manchester United
Beckham skrev sitt första kontrakt med Manchester United 1991 och debuterade för A-laget som sjuttonåring 1992. 1995, vid 19 års ålder, gjorde han debut i Premier League. Han var kapten i United för första gången den 21 oktober 2000 i en match mot Leeds United i Premier League, då han ersatte den skadade lagkaptenen Roy Keane. Under tiden i United vann han sex Premier League-titlar, FA-cupen två gånger och Champions League 1999. Totalt gjorde han 65 mål på 265 ligamatcher för klubben, och 81 framträdanden i Champions League med 15 gjorda mål.

### Real Madrid
Den 17 juni 2003 skrev han kontrakt med den spanska storklubben Real Madrid efter ett bråk med Uniteds tränare Sir Alex Ferguson. Det spekulerades även mycket om att Real enbart köpte honom för marknadsföringsmöjligheterna. Transfersumman uppgick till 35 miljoner euro (25 miljoner pund).
Beckham gjorde sin debutmatch för Real Madrid den 2 augusti 2003. Klubben spelade mot China Dragons och matchen slutade 4-0 till Real. Matchen mot FC Tokyo gjorde han sitt första mål. Matchen spelades den 5 augusti 2003 och slutade 3-0 till Real.
Under hans sista säsong i Real Madrid vann klubben La Liga, vilket blev Beckhams enda stora framgång med klubben. Han drog på sig sammanlagt 41 gula kort och fyra röda för Real Madrid.

### Los Angeles Galaxy

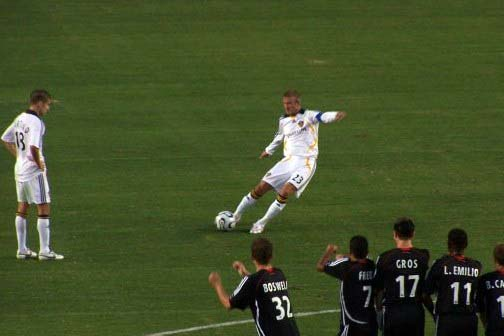
Beckhams första mål för Los Angeles Galaxy.

Den 11 januari 2007 skrev han på ett femårigt kontrakt för MLS-klubben Los Angeles Galaxy, vilket skulle ge honom en årslön på 44,1 miljoner kronor. Klubben hoppades att Beckham skulle bli ett uppsving för fotbollen i USA.
Beckham gjorde sin debutmatch för Los Angeles Galaxy den 22 juli 2007 mot Chelsea. Matchen slutade 1-0 till Chelsea. Han gjorde sin första ligamatch för klubben den 10 augusti 2007.
Den 16 augusti 2007, matchen mot D.C. United, gjorde han sitt första mål. Beckham gjorde målet på en frispark och matchen slutade 2–0 till Galaxy.
I sin tid i klubben vann han två MLS Cup och gjorde 18 mål på 98 ligamatcher.

### Milan
Under vintersäsongen 2008/2009 utlånades Beckham till Milan och säsongen 2009/2010. Han spelade därefter i Galaxy.
Den 6 januari 2009 gjorde han sin debutmatch för Milan mot Hamburg. 6 dagar senare, den 12 januari 2009, gör Beckham sin Serie A-debut mot Roma. Matchen slutade 2–2. Den 25 januari 2009, matchen mot Bologna, gjorde Beckham sitt första mål för klubben. Matchen slutade 4–1 till Milan.
Vid Milans match mot Chievo den 13 mars 2010 slet Beckham av höger hälsena. Han missade VM 2010 på grund av detta.
I sin tid i Milan gjorde Beckham 2 mål på 29 ligamatcher.

### Paris Saint-Germain
29 januari 2013 började Beckham träna med Arsenal, men ingen övergång gjordes. Två dagar senare, blev Beckham klar för Paris Saint-Germain. Han skrev på ett 5-månaderskontrakt.
Beckhams lön skänktes till välgörenhet för barn i Paris.
24 februari 2013 gjorde Beckham sin debutmatch för klubben mot Marseille. Han kom in den 76:e minuten och matchen slutade 2–0 till PSG. Efter att ha vunnit den franska ligan och ligatiteln med PSG i maj 2013 tog Beckham beslutet att avsluta sin fotbollskarriär efter säsongens slut.

## Internationell karriär

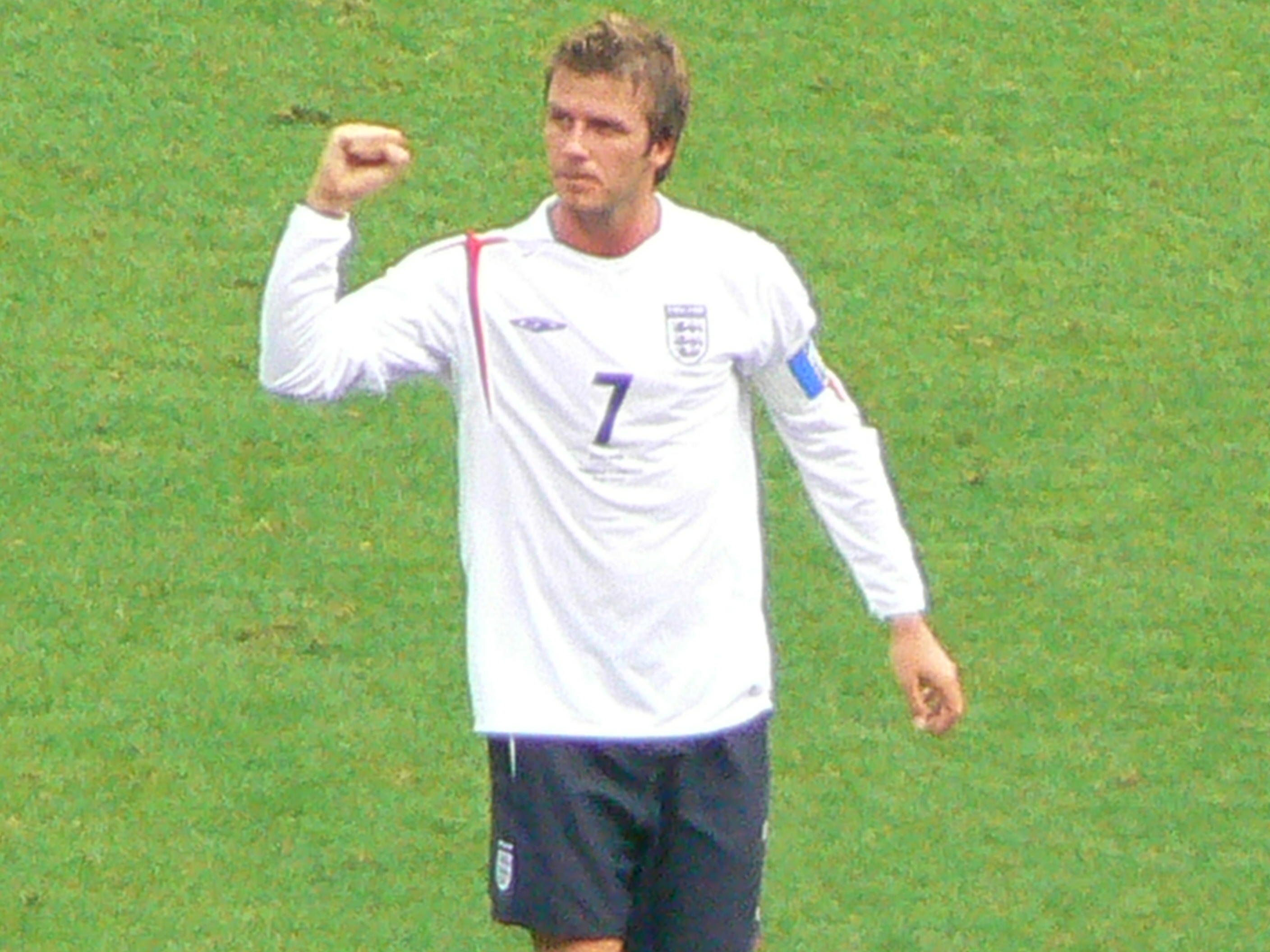
Beckham som lagkapten för England.

Beckham var lagkapten i England från den 15 november 2000 till den 2 juli 2006. Han gjorde 58 framträdanden som kapten och avslutade sin tid i denna roll efter slutspelet i VM 2006, men har fortsatt att spela för England i tävlingssammanhang efter detta. Han har genom sin karriär haft både motgångar och framgångar med landslaget, men efter VM 1998, då han blev syndabock efter att ha blivit utvisad i åttondelsfinalen mot Argentina, har han ständigt arbetat upp sitt rykte igen och är nu väldigt omtyckt av det engelska folket. Under Steve McClaren petades han från landslagstruppen, men hans popularitet har dock ökat sedan petningen och han har fått speltid under Fabio Capello. Han slutade i landslaget 2009, men han sade att han kunde komma tillbaka om de behövde honom.

### Landslagsmål
| Landskampsmål för England | Landskampsmål för England | Landskampsmål för England      | Landskampsmål för England | Landskampsmål för England | Landskampsmål för England | Landskampsmål för England | Landskampsmål för England | Landskampsmål för England |
| Nr                        | Datum                     | Spelplats                      | Hemmalag                  | Resultat                  | Bortalag                  | Mål                       | Evenemang                 |                           |
| ------------------------- | ------------------------- | ------------------------------ | ------------------------- | ------------------------- | ------------------------- | ------------------------- | ------------------------- | ------------------------- |
| 1                         | 26 juni 1998              | Stade Félix Bollaert, Lens     | Colombia                  | 0 – 2                     | England                   | 0 – 2                     | VM 1998                   |                           |
| 2                         | 24 mars 2001              | Anfield, Liverpool             | England                   | 2 – 1                     | Finland                   | 2 – 1                     | Kval till VM 2002         |                           |
| 3                         | 25 maj 2001               | Pride Park, Derby              | England                   | 4 – 0                     | Mexiko                    | 3 – 0                     | Träningsmatch             |                           |
| 4                         | 6 juni 2001               | Olympiastadion, Aten           | Grekland                  | 0 – 2                     | England                   | 0 – 2                     | Kval till VM 2002         |                           |
| 5                         | 6 oktober 2001            | Old Trafford, Manchester       | England                   | 2 – 2                     | Grekland                  | 2 – 2                     | Kval till VM 2002         |                           |
| 6                         | 10 november 2001          | Old Trafford, Manchester       | England                   | 1 – 1                     | Sverige                   | 1 – 0                     | Träningsmatch             |                           |
| 7                         | 7 juni 2002               | Sapporo Dome, Sapporo          | Argentina                 | 0 – 1                     | England                   | 0 – 1                     | VM 2002                   |                           |
| 8                         | 12 oktober 2002           | Tehelné pole, Bratislava       | Slovakien                 | 1 – 2                     | England                   | 1 – 1                     | Kval till EM 2004         |                           |
| 9                         | 16 oktober 2002           | St Mary's Stadium, Southampton | England                   | 2 – 2                     | Makedonien                | 1 – 1                     | Kval till EM 2004         |                           |
| 10                        | 29 mars 2003              | Rheinpark Stadion, Vaduz       | Liechtenstein             | 0 – 2                     | England                   | 0 – 2                     | Kval till EM 2004         |                           |
| 11                        | 2 april 2003              | Stadium of Light, Sunderland   | England                   | 2 – 0                     | Turkiet                   | 2 – 0                     | Kval till EM 2004         |                           |
| 12                        | 20 augusti 2003           | Portman Road, Ipswich          | England                   | 3 – 1                     | Kroatien                  | 1 – 0                     | Träningsmatch             |                           |
| 13                        | 6 september 2003          | Arena Filip II, Skopje         | Makedonien                | 1 – 2                     | England                   | 1 – 2                     | Kval till EM 2004         |                           |
| 14                        | 18 augusti 2004           | St James' Park, Newcastle      | England                   | 3 – 0                     | Ukraina                   | 1 – 0                     | Träningsmatch             |                           |
| 15                        | 9 oktober 2004            | Old Trafford, Manchester       | England                   | 2 – 0                     | Wales                     | 2 – 0                     | Kval till VM 2006         |                           |
| 16                        | 30 mars 2005              | St James' Park, Newcastle      | England                   | 2 – 0                     | Azerbajdzjan              | 2 – 0                     | Kval till VM 2006         |                           |
| 17                        | 25 juni 2006              | Mercedes-Benz Arena, Stuttgart | England                   | 1 – 0                     | Ecuador                   | 1 – 0                     | VM 2006                   |                           |

## Meriter

### Inom klubblag
Manchester United
- Premier League: 1995/1996, 1996/1997, 1998/1999, 1999/2000, 2000/2001, 2002/2003
- FA-cupen: 1995/1996, 1998/1999
- FA Community Shield: 1993, 1994, 1996, 1997
- FA Youth Cup: 1991/1992
- Champions League: 1998/1999
- Interkontinentala cupen: 1999

 Real Madrid
- La Liga: 2006/2007
- Spanska supercupen: 2003

 Los Angeles Galaxy
- MLS Cup: 2011, 2012
- MLS Supporters' Shield: 2010, 2011

 Paris Saint-Germain
- Ligue 1: 2012/2013

### Inom landslag
- Tournoi de France 1997
- FA Sommarturnering 2004

### Individuella utmärkelser
- Premier League Player of the Month: 1996
- Årets Unge PFA-spelare: 1996/1997
- Sir Matt Busby Player of the Year: 1996/1997
- PFA Team of the Year: 1996/1997, 1997/1998, 1998/1999, 1999/2000
- UEFA Club Footballer of the Year: 1998/1999
- UEFA Club Midfielder of the Year: 1998/1999
- BBC Sports Personality of the Year: 2001
- UEFA Team of the Year: 2001, 2003
- Real Madrid Player of the Year: 2005/2006
- FIFA 100[49]
- ESPY Award: 2004 (Best Male Soccer Player)[50], 2008 (Best MLS Player)[50], 2012 (Best MLS Player)[51]
- English Football Hall of Fame: 2008
- BBC Sports Personality of the Year Lifetime Achievement Award: 2010[52]
- MLS Comeback Player of the Year Award: 2011[53]
- Major League Soccer Best XI: 2011

## Privatliv

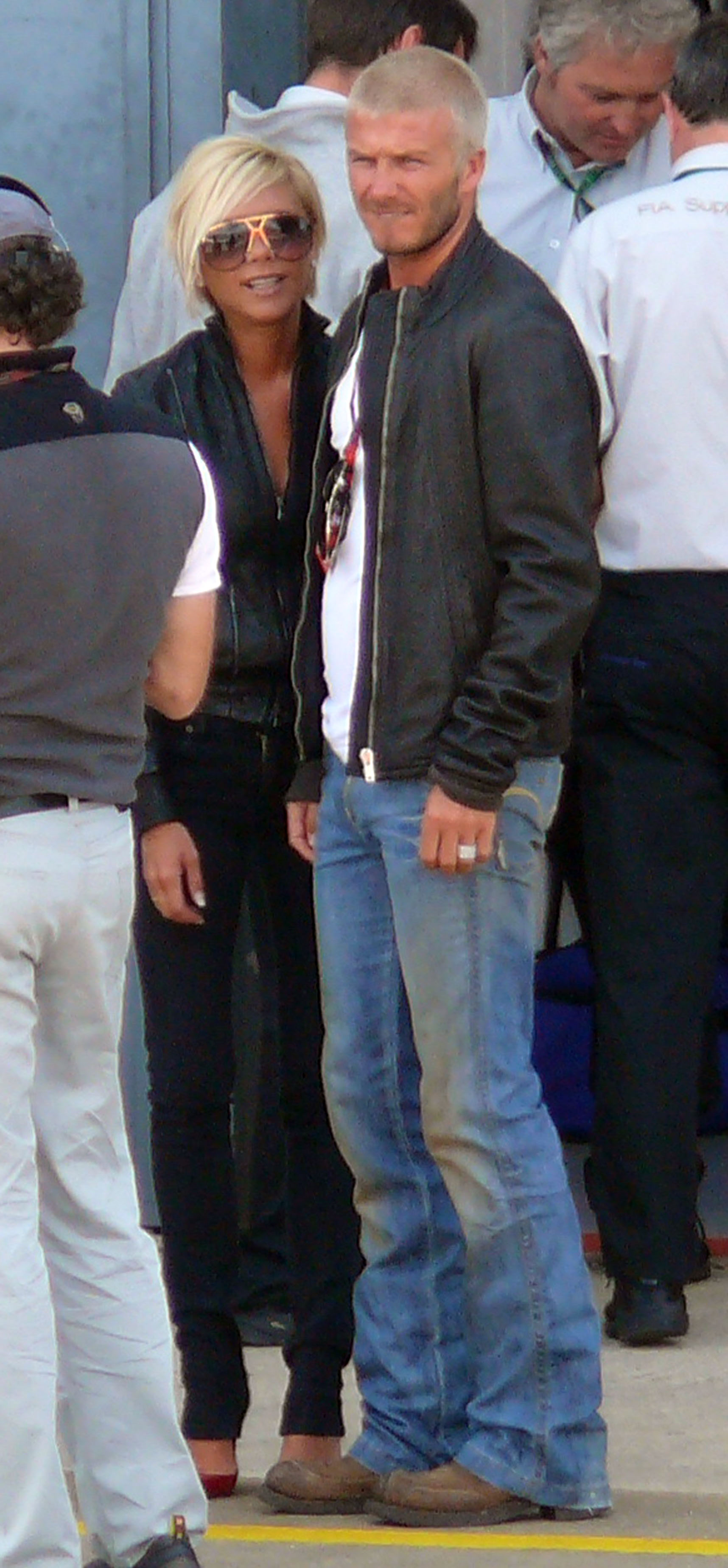
Victoria och David Beckham, 2007.

David Beckham är gift med Victoria Beckham (flicknamn Adams) sedan den 4 juli 1999. De har fyra barn: Brooklyn Joseph (född 4 mars 1999), Romeo James (född 1 september 2002), Cruz David (född 20 februari 2005) och Harper Seven (född 10 juli 2011). Elton John är gudfar till Brooklyn och Romeo, deras gudmor är Elizabeth Hurley.
Paret bodde mellan 2007 och 2013 i den exklusiva stadsdelen Beverly Hills i Los Angeles, Kalifornien. Sedan januari 2013 är de bosatta i London.

## Övrigt

### Framträdanden i filmer
Det har även gjorts en film, Skruva den som Beckham (Bend It Like Beckham), som handlar om en sikhisk flicka som vill bli fotbollsproffs på grund av Beckham. Beckham är dock inte med i filmen, utan spelas av dubbelgångaren Andy Harmer.
Beckham har en cameo med Zinedine Zidane och Raúl González Blanco, år 2005 filmen Goal!. Han är även med i uppföljarna Goal II: Living the Dream och Goal III: Taking on the World.

### Tatueringar
Beckham har minst 20 tatueringar på sin kropp, bland annat en bild av Jesus, som är baserad på målningen The Man of Sorrows av Matthew R Brooks.